# Farquharson-Nunatak
Der Farquharson-Nunatak ist ein nur 22 m hoher Nunatak an der Nordenskjöld-Küste des Grahamlands im Norden der Antarktischen Halbinsel. Auf der Sobral-Halbinsel ragt er 2,1 km nordwestlich des Mount Lombard auf.
Das UK Antarctic Place-Names Committee benannte den Nunatak am 13. Mai 1991 nach dem Geologen Geoffrey W. Farquharson vom British Antarctic Survey, der zwischen 1979 und 1981 in zwei antarktischen Sommerkampagnen in diesem Gebiet tätig war.